# Judería de Montblanch
La Judería de Montblanch fue uno de los principales barrios judíos de la Corona de Aragón durante la Edad Media.

## El barrio
En Montblanch la comunidad judía estaba establecida en el casco histórico de la ciudad, dentro de las murallas y los alrededores de la actual Plaza de los Ángeles y de la llamada Calle de los Judíos, en la que aún se conserva un arco medieval.
El barrio tenía tres portales de entrada:
- El principal (Oeste), que daba acceso directo al centro de Montblanch, permitía la incorporación al Camino Real que cruzaba la villa (a la altura de los actuales Quatre Cantons).
- El portal del Norte, situado cerca de la iglesia de San Miguel.
- El portal del Este, que permitía el acceso a la muralla y al exterior de la villa, actualmente confluencia de las calles de San José y Forn de la ciudad.

El barrio judío tenía una anchura que llegaba al Portal de Bové con salida a la Muralla de Santa Tecla por un lado, y, por otro, hasta el Camino Real, actual Calle Mayor. El fossar dels Jueus (el cementerio) se situó cerca del río Francolí y disponía de varias sinagogas, matadero propio, baños exclusivos y horno propio.

## Historia
Desde el momento de la fundación de la villa (1163) se tiene constancia de un primer grupo reducido de judíos que se instalaron. Poco a poco el grupo aumentó y se formó la judería, que debido a la importancia adquirida fue reconocido como aljama, es decir, que tenía el privilegio de contar con estructura de gobierno presidida por los secretarios y su Consejo.
La aljama montblanquina recibió ya a mediados del siglo XIII un verdadero ejército de privilegios (que se les otorgaba muy probablemente a cambio de contribución a las arcas reales), así en 1261 Jaime I de Aragón declaró válidas todas aquellas ventas que trataran de cereales y mercancías en general, en 1264 se reguló el régimen de usura y en 1265 el monarca les reconoció el derecho de no poder ser detenidos en el interior de la sinagoga.
A pesar de la estrecha relación económica con el Jaime I el Conquistador, en 1268 les sustrae una fuerte suma de dinero para pagar parte de los gastos de la guerra contra Roger Bernardo III de Foix. El rey Jaime II concedió la clausura de la judería el mes de mayo de 1298 por medio de tres portales de acceso. Fue entonces que el número de judíos adquirió la importancia que tuvo en el siglo XIV, cuando disponían de cementerio propio fuera del recinto amurallado, matadero propio, más de una sinagoga y el barrio estaba lleno de una intensa actividad comercial.
Sin embargo la población montblanquina, como sucedía en el resto de Europa, fue hostil a los judíos en diversas ocasiones a lo largo de los siglos, así una de las sinagogas fue derribada hacia 1311 (año en que les fue concedido el privilegio de vestir con túnica telar como lo hacían los de Barcelona, Tarragona y Villafranca del Panadés). Al año siguiente el arzobispo Guillem de Rocabertí abrió un proceso inquisitorial contra la judería bajo la acusación de convertir al judaísmo un judío converso, que hubiera significado casi el fin del barrio, si no fuera por la intercesión de Jaime II. También en 1320 los judíos se quejaron al monarca Jaime II de los nuevos estatutos locales que los Jurados de la Villa les inferían.
Con la llegada de la Peste negra en 1348 los judíos fueron acusados de ser los propagadores y se produjeron varios asaltos y asesinatos en el barrio judío hasta que el rey hizo vigilar el barrio por las autoridades. Estos hechos se repitieron durante el verano de 1391 cuando la futura reina María de Luna envió una carta a los prohombres de Montblanch que «ordenaba castigar y castigar ásperamente todos aquellos que se sabía que injuriaran o escandalizaran dicha Aljama». El pogromo de 1391 dejó a los judíos en un estado económico precario y casi arruinados del que ya no saldrían.
Durante el siglo XV, la Aljama montblanquina perdió su estatus social convirtiéndose en un pequeño barrio judío de la Cataluña Trastámara. En 1489 la Inquisición atacó duramente a los judíos montblanquinos y muchos emigraron al Reino de Mallorca, donde una centuria atrás ya se habían ido varios. Tres años más tarde, en 1492, los Reyes Católicos firmaron el decreto de expulsión -o conversión- de los judíos que significaría el fin de las juderías en sus dominios.

## Judíos montblanquinos
La comunidad judía montblanquina estaba formada por ricos comerciantes que hicieron famosos los tejidos manufacturados de la villa, también había muy buenos plateros, mercaderes, pañeros, banqueros y sastres, los cuales formaban una fuerte red social y económica. Además, debido a las relaciones mercantiles se han encontrado referencias de mercaderes judíos montblanquinos en varios pueblos como Sarral, Santa Coloma de Queralt, Valls, Barcelona o Palma, entre otros.
Se conocen algunos personajes judíos montblanquinos destacados de la época como:
- Astruga (1186), una rica judía conversa que cedió sus bienes al Monasterio de Poblet.
- Abraham Brunell y Juceff Brunell (1323), hermanos que tenían importantes negocios en Sarral.
- Vidal Azday (1321), a quien Jaime II le concedió salveconducto real por seis meses.
- Gaulip (1371), conocido platero posteriormente instalado en Valls.

Además, Montblanch tenía contratados a médicos de gran renombre como:
- Adzay Brunell (1381)
- Bonsenyor Brunell (1391), médico que prestaba sus servicios al propio monarca Juan I de Aragón
- Vidal Mercadell (1492), que se convirtió al cristianismo con el nombre de Joan Marc para librarse del exilio.